# Dev (piosenkarka)
Dev, właśc. Devin Star Tailes (ur. 2 lipca 1989) – amerykańska piosenkarka. Jej piosenka „Booty Bounce” jest samplem w piosence „Like a G6” zespołu Far East Movement. Jej debiutancki singiel „Bass Down Low” został wydany w październiku 2010 roku. Drugi singiel DEV „In the Dark” zajął 11. miejsce na amerykańskim US Billboard Hot 100.

## Życiorys
Pochodzi z Manteca w Kalifornii. Ma meksykańsko-portugalskie korzenie. Jej ojcem jest malarz pokojowy a matka jest agentem nieruchomości. Ma dwie młodsze siostry. Przez szesnaście lat, od czwartego roku życia, trenowała pływanie. Jako młoda pływaczka brała udział w Olympic Development Program. W 2008 roku kilka z jej nagrań, zamieszczonych na MySpace, zostało odkrytych przez duet The Cataracs – grupa stała się jej fanem. Zaprosili ją do współpracy i wspólnej trasy koncertowej. Dev pojawiła się w ich piosenkach: „2Night”, „Top of the World”, „Bass Down Low” i „Who’s That Boy” wraz z Demi Lovato.
Dev mieszka w Los Angeles, gdzie wydała swój pierwszy studyjny album z duetem The Cataracs – The Night the Sun Came Up.
26 października 2010 roku zostało potwierdzone, iż piosenkarka podpisała kontrakt z wytwórnią Universal Republic Records.
9 grudnia 2011 urodziła się jej córka Emilia Lovely Gorecki.

## Dyskografia

### Albumy studyjne
- 2011: The Night the Sun Came Up
- 2017: I Only See You When I’m Dreamin’

### EP
- 2014: Bittersweet July
- 2014: Bittersweet July, Pt. 2

### Single
| Rok  | Tytuł                                |
| ---- | ------------------------------------ |
| 2010 | „Booty Bounce”                       |
| 2010 | „Bass Down Low” (feat. The Cataracs) |
| 2011 | „Fireball”                           |
| 2011 | „In the Dark”                        |
| 2011 | „Naked” (feat. Enrique Iglesias)     |
| 2012 | „In My Trunk”                        |
| 2012 | „Take Her from You”                  |
| 2013 | „Kiss It” (feat. Sage the Gemini)    |
| 2014 | „Honey Dip”                          |
| 2015 | „Parade”                             |
| 2016 | „#1” (feat. Nef the Pharaoh)         |
| 2017 | „All I Wanna Do”                     |
| 2018 | „Come At Me”                         |

### Single – gościnnie
- 2010: Far East Movement feat. The Cataracs and Dev – „Like a G6”
- 2010: Bobby Brackins feat. Dev – „Mobbin”
- 2011: The Cataracs feat. Dev – „Top of the World”
- 2011: Bobby Brackins feat. Dev – „A1”
- 2011: The Pack – „Dancefloor”
- 2011: New Boyz feat. The Cataracs and Dev – „Backseat”
- 2011: Shwayze feat. Dev & The Cataracs – „Love Letter”
- 2011: JLS feat. Dev – „She Makes Me Wanna”
- 2011: The Cataracs feat. Dev – „Sunrise”
- 2011: Laurent Wéry feat. Swift K.I.D. & Dev – „Hey Hey Hey (Pop Another Bottle)”
- 2011: Eric Saade feat. Dev – „Hotter Than Fire”
- 2011: Girls’ Generation feat. Dev – „Bad Girl (The Cataracs Remix)”
- 2012: Timbaland feat. Dev – „Break Ya Back”
- 2012: Static Revenger feat. Dev – „Turn The World On”
- 2012: 2AM Club feat. Big Sean & Dev – „Mary”
- 2013: Mia Martina feat. Dev – „Danse”
- 2015: Nervo feat. Kreyshawn, Dev & Alisa Ueno – „Hey Ricky”
- 2015: Nytrix feat. Dev – „Electric Walk”
- 2016: Sander Kleinenberg feat. Dev – „We Rock It”